# Russifizierung
Als Russifizierung werden in der russischen und später sowjetischen Innenpolitik alle Maßnahmen bezeichnet, den Einflussbereich der russischen Sprache und der russischen Kultur zulasten der anderen Sprachen und Kulturen im Sinne eines Transkulturationsprozesses oder eines Ethnozids auszuweiten.

## Geschichte
Im Russischen Reich gab es Sprach- und Schulgesetze, mit deren Hilfe andere Sprachen verdrängt werden sollten. In der Sowjetunion gab es eine sanftere, aber nachhaltigere Russifizierungspolitik.

### Im Russischen Kaiserreich
Im Russischen Reich stand die Russifizierung in Verbindung mit dem Panslawismus, der den slawischen Charakter Russlands betonte und dessen Führungsrolle in der slawischsprachigen Welt bekräftigte. Diese Bemühungen sind im gesamten 19. Jahrhundert zu beobachten, intensivierten sich aber etwa um 1890 parallel zum Nationalismus in Südost-, Mittel- und Westeuropa. Unter den Zaren Alexander III. und Nikolaus II. stützte sich die Russifizierung wirksam auf Militär und Verwaltung.
Besonders betroffen waren die Gegenden am westlichen und südlichen Rand des Reiches: die Ostseegouvernements (Estland, Livland, Kurland) und Litauen, der Osten Finnlands, große Teile Polens („Kongresspolen“, wo diese Bemühungen schon nach der Niederschlagung des Aufstandes von 1831 einsetzten), Bessarabien, Ukraine, Belarus (Gouvernements Minsk, Witebsk und Mogiljow), sowie die im Kaukasus eroberten Gebiete (Georgien, Aserbaidschan, Armenien) und in Zentralasien.
Als frühe konkrete Maßnahme der Russifizierung kann das Verbot des öffentlichen Gebrauchs der polnischen, litauischen und ukrainischen Sprache im Jahre 1863 genannt werden. In den deutschen Kolonistendörfern im Wolga- und Schwarzmeergebiet wurde 1871 das Russische zur Amtssprache. Die russische Sprache ersetzte 1887 im Baltikum die deutsche als Unterrichtssprache in den höheren Lehranstalten und an der Universität Dorpat (Tartu), die wie die Stadt in Kaiserliche Universität Jurjew umbenannt wurde. Im Großfürstentum Finnland begann die aktive Russifizierungspolitik 1881 mit dem Regierungsantritt von Zar Alexander III. und verstärkte sich ab 1894 unter Zar Nikolaus II., wo sie in den Jahren 1899/1900 mit dem Februarmanifest, dem Sprachenpatent und dem Konskriptionsgesetz, das die jungen Finnen in die russische Armee eingliederte, einen Höhepunkt erreichte. Der ostentative Bau monumentaler orthodoxer Kathedralen in mehrheitlich katholischen oder lutherischen Städten wie jener der Alexander-Newski-Kathedrale in Warschau (1894–1912) oder der gleichnamigen Kathedrale in Tallinn (1894–1900) belegte in den Jahrzehnten vor dem Ersten Weltkrieg die Verknüpfung von orthodoxem Staatskirchentum und Russifizierung.
Eine Folge war auch die Umgestaltung nichtrussischer Namen in russisch klingende, zum Beispiel Sankt Petersburg in „Petrograd“ während des Ersten Weltkrieges. Sie erfasste auch viele Familiennamen, wie bis heute in der Namensstatistik von Kasachstan oder Usbekistan zu bemerken ist, sowie unzählige Straßennamen.

### In der Sowjetunion
In der Sowjetunion war Russisch Amtssprache. Außerdem wurden russische Wörter über Kinofilme, Fernsehen und Rundfunk verbreitet und fanden oft Eingang in die Umgangssprache.
1940 wurden die drei baltischen Länder Estland, Lettland und Litauen nach zwanzig Jahren Unabhängigkeit durch die Sowjetunion völkerrechtswidrig annektiert. Massendeportationen und Hinrichtungen schwächten in der Folge die lokalen wirtschaftlichen und kulturellen Eliten.
Ferner wurde die Ansiedlung ethnischer Russen dazu genutzt, kulturelle Autonomieforderungen und Nationalbewusstsein zu brechen. So sank in der Estnischen SSR die Zahl der Esten von 88 % vor dem Beginn des Zweiten Weltkrieges auf 61,5 % im Jahre 1989, während die Zahl der Bürger mit ostslawischem kulturellen Hintergrund im gleichen Zeitraum von 8,2 % auf 35,2 % stieg.
1945 hatte die Rote Armee das nördliche Ostpreußen erobert. Es wurde von der Sowjetunion annektiert. Während die nicht geflüchteten Einwohner bis 1949 vertrieben oder zu Tausenden zur Zwangsarbeit in die Sowjetunion deportiert wurden, erfolgte eine systematische Besiedlung der Oblast Kaliningrad mit Russen. Nahezu alle an die Deutschen erinnernden Kulturgüter (z. B. Kirchen, Burgen, Schlösser, Denkmäler, Bestände von Bibliotheken, Be- und Entwässerungssysteme usw.) wurden beseitigt oder dem Verfall preisgegeben und sämtliche Orte, Gewässer und Wälder erhielten Namen in russischer Sprache. Das nördliche Ostpreußen wurde vollständig russifiziert.
Eine erhebliche, folgenreiche Akkulturation bzw. Assimilation bewirkte die Russifizierung bei den indigenen Völkern. Kulturelle Eigenarten – wie zum Beispiel der Schamanismus – wurden verboten und verfolgt. Die Wirkung auf die Indigenen kann bereits als Ethnozid gewertet werden.
Ein klassisches Beispiel sind die Sámi der russischen Kola-Halbinsel: Ab 1868 siedelte die zaristische russische Regierung bereits russifizierte Komi und Nenzen aus Westsibirien in dem bislang ausschließlich von Samen bewohnten Gebiet an. Dies bewirkte eine soziale Überlagerung, sich verändernde Gewohnheiten und eine Annäherung an die Kultur der Russen. Dies ist heute noch in der Folklore der russischen Samen erkennbar. In den 1920er Jahren wurden im Samen-Gebiet erstmals Schulen durch die Sowjetmacht eingerichtet. Die samische Sprache wurde verschriftlicht und eine Kampagne gegen den Analphabetismus geführt. Die Schule war ein bedeutendes „Vehikel“ für die Russifizierung.
In Zentralasien war der Hirtennomadismus seit der Zarenzeit durch die Bauernkolonisation gefährdet, sein völliger Niedergang in den ehemaligen Sowjetrepubliken wurde durch die sozialistische Zwangskollektivierung unter Stalin bewirkt. Die Nomadengemeinschaften wurden enteignet, zwangsweise sesshaft gemacht, die Herden den Kolchosen zugeschlagen und die Menschen zu russifizierten, abhängigen Hirten gemacht.

## Russifizierung der Ukraine

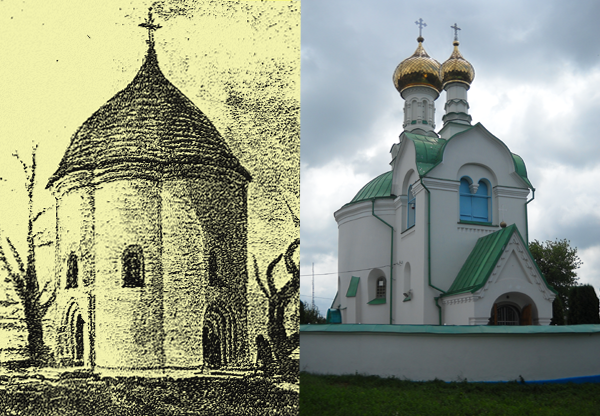
Eine der ukrainischen Kirchen vor und nach dem Wiederaufbau

Die Russifizierung ist eine langfristige Politik aller russischen Regime, die zu Zeiten des Russischen Reiches entstand, dann zu Zeiten der Sowjetunion ihre Existenz wieder aufnahm und sich in den von Russland während der Herrschaft Wladimir Putins besetzten Gebieten verstärkte. Dies zeigte sich nicht nur in der Unterdrückung der Muttersprache und deren Ersetzung durch Russisch, sondern auch in der Änderung von Nachnamen (in Dokumenten wurden ukrainischen Nachnamen üblicherweise russische Endungen und Akzente hinzugefügt) sowie in der Rekonstruktion der lokalen Architektur, und Zerstörung sakraler Gebäude.

### Chronologie
- 1690. Verbot der in der damaligen ukrainischen Literatursprache gedruckten Pfarrbücher durch die Russisch-Orthodoxe Kirche und die ersten Fälle ihrer Zerstörung (diese Politik begann unmittelbar nach dem Übergang des Hetmanat unter das Protektorat Russland).[7]
- 1720. Erlass von Peter der Große verbietet den Druck ukrainischsprachiger Bücher in Druckereien in Kiew und Tschernihiw.[8]
- 1764. Anweisungen Katharinas II. zur Russifizierung der Ukraine, Smolensk (ethnisches belarussisches Territorium) und der baltischen Staaten.[9]
- 1784. Vollständiges Verbot des Grundschulunterrichts in ukrainischer Sprache auf dem Territorium des Russischen Reiches.
- 1786. Verbot der Verwendung der ukrainischen Sprache in Gottesdiensten und des Unterrichts der ukrainischen Sprache an höheren Bildungseinrichtungen.
- 1831. Abschaffung des Magdeburger Rechts in den Städten, was die Durchführung von Gerichtsverfahren in ukrainischer Sprache unmöglich machte.
- 1862. wurden ukrainische Pfarrschulen geschlossen. Die Veröffentlichung der ukrainischen literarischen, wissenschaftlichen und politischen Zeitschrift „Osnova“ wurde eingestellt.
- 1863. Das Zirkular des amtierenden Innenministers Pjotr Walujew, in welchem festgelegt wird, dass „die ukrainische Sprache nicht existierte, nicht existiert und nicht existieren kann, und wer dies nicht versteht, ist ein Feind Russlands“.[10]
- 1876. Emser Erlass. Verbot der Einfuhr ukrainischer Bücher aus dem Ausland, Verbot der Unterzeichnung ukrainischer Texte unter Noten, Verbot ukrainischer Aufführungen. Bei dem Konzert wurde der Chor von Mykola Lysenko gezwungen, das ukrainische Volkslied „Rain“ auf Französisch zu singen.
- 1881. Das Gesetz erlaubt den Druck ukrainischsprachiger Wörterbücher, jedoch nach russischer Rechtschreibung.
- 1882. Die russische Regierung befiehlt der Zensur, streng zu überwachen, dass ukrainische literarische Übersetzungen aus der russischen Sprache nicht erlaubt sind.
- 1887. Der Zensor gab das Manuskript der Grammatik der ukrainischen Sprache zurück, ohne es gelesen zu haben, und schrieb an den Autor, dass „es nicht notwendig ist, die Veröffentlichung der Grammatik einer Sprache zuzulassen, die zur Nichtexistenz verurteilt ist.“
- 1888. Dekret von Kaiser Alexander III „Über das Verbot des Gebrauchs der ukrainischen Sprache in offiziellen Institutionen und der Taufe von Kindern mit ukrainischen Namen“.
- 1889. In Kiew war es während des Archäologenkongresses erlaubt, Abstracts in allen Sprachen außer Ukrainisch zu lesen. 1894 Verbot der Einfuhr ukrainischer Bücher aus dem Ausland.
- 1895. Verbot der Veröffentlichung des ukrainischen Lesebuchs und des ukrainischen Kinderbuchs.
- 1903. Bei der feierlichen Eröffnung des Denkmals für den Schriftsteller Iwan Kotljarewskyj in Poltawa war eine Rede auf Ukrainisch nicht erlaubt.
- 1905. Das russische Ministerkabinett lehnte den Antrag der Universitäten Kiew und Charkiw ab, das Verbot der ukrainischen Sprache aufzuheben, da es „unpraktisch“ sei.
- 1906 und 1907. Schließung der ukrainischsprachigen Zeitung „Prosvita“ in Odessa und Mykolajiw.
- 1908. Beschluss des Senats, dass „die Verbesserung der Bildung in der Ukraine schädlich und gefährlich für Russland ist“.
- 1910. Stolypins Dekret über die Einbeziehung der Ukrainer in die Kategorie der Ausländer und über das Verbot jeglicher ukrainischen politischen Organisation.
- 1913. Der Direktor des Kiewer Bildungsbezirks erließ eine Anweisung, die es Schülern und Studenten untersagte, ukrainische Theateraufführungen zu besuchen.
- 1914. Verbot der Feierlichkeiten zum 100. Geburtstag des international bekannten ukrainischen Schriftstellers Taras Schewtschenko.[11]
- 1922. Nach dem Befreiungskrieg der Ukraine erfolgte die Auflösung der Zeitung „Prosvita“ im Kuban und an anderen Wohnorten der in Sowjetrussland eingereisten Ukrainer.
- 1929. Die ersten Verhaftungen der Intelligenz (es stellte sich heraus, dass die Ukrainisierung in der Sowjetukraine in den 1920er Jahren durchgeführt wurde, um zukünftige Opfer der Repression zu identifizieren).
- 1933. Während des Holodomor wurde Stalins Telegramm über das Ende der Ukrainisierung veröffentlicht.
- 1937. Erschießung der ukrainischen intellektuellen Elite.
- 1938. Beschluss des Kremls über das obligatorische Erlernen der russischen Sprache an Schulen der Sowjetukraine.
- 1958. Beschluss der Kommunistischen Partei über die Umstellung ukrainischer Schulen auf die russische Unterrichtssprache. Am 17. September 1959 verabschiedete die Werchowna Rada der Ukrainischen SSR die entsprechende Resolution.
- 1961. Der 22. Kongress der Kommunistischen Partei – ein neues Parteiprogramm zum „Zusammenschluss der Nationen zu einem sowjetischen Volk“.
- 1970. Anordnung des Bildungsministeriums der UdSSR, alle Diplomarbeiten nur auf Russisch zu verfassen und zu verteidigen.
- 1975. Aufgrund der sowjetischen Zensur werden die Werke ukrainischer Schriftsteller in gekürzter Form veröffentlicht.
- 1980. Neue Verhaftungen ukrainischer Intelligenz und Dissidenten, die dann in Gefängnissen landen und der Strafpsychiatrie ausgesetzt werden.
- 2014. In den von Russland besetzten Gebieten im Osten der Ukraine stellten Bildungseinrichtungen auf die russische Unterrichtssprache um. Russische Soldaten beschlagnahmten und verbrannten ukrainische Bücher und zerstörten Denkmäler ukrainischer Hetmans.[12]
- 2016. Zwei Jahre nach der völkerrechtswidrigen russischen Annexion der Krim wurden fast alle ukrainischsprachigen Schulen geschlossen. Im Jahr 2016 war nur eine ukrainischsprachige Schule in Betrieb. Formal ist das Erlernen der ukrainischen Sprache erlaubt, inoffiziell werden solche Versuche jedoch aktiv blockiert.[13]
- 2019. Die letzte deklarierte ukrainische Schule wurde neu formatiert – und nach Angaben der Eltern wurden in der „deklarierten“ ukrainischen Schule fast alle Fächer auf Russisch unterrichtet.[14]
- Ab 2022. Nach der russischen Annexion der Süd- und Ostukraine wird in den Schulen der besetzten Gebiete die Umstellung auf den russischen Lehrplan forciert.[15][16][17] Russischen Besatzungsbehörden richteten in den Regionen Cherson, Charkiw und Saporischschja sogenannte Lehrerumschulungslager ein, mit dem Ziel, die Schulen auf „russische Bildungsstandards“ zu bringen.[18] So wurde bspw. die ukrainische Sprache aus den Lehrplänen entfernt.[19][20] Russische Truppen in den besetzten Gebieten beschlagnahmten und zerstörten bzw. verbrennen ukrainische Literatur und Lehrbücher zur Geschichte der Ukraine aus den Beständen öffentlicher Bibliotheken und Schulbibliotheken.[16][21] Außerdem werden Junarmija-Verbände in den besetzten Gebieten aufgebaut.[15]

## Russifizierung von Belarus

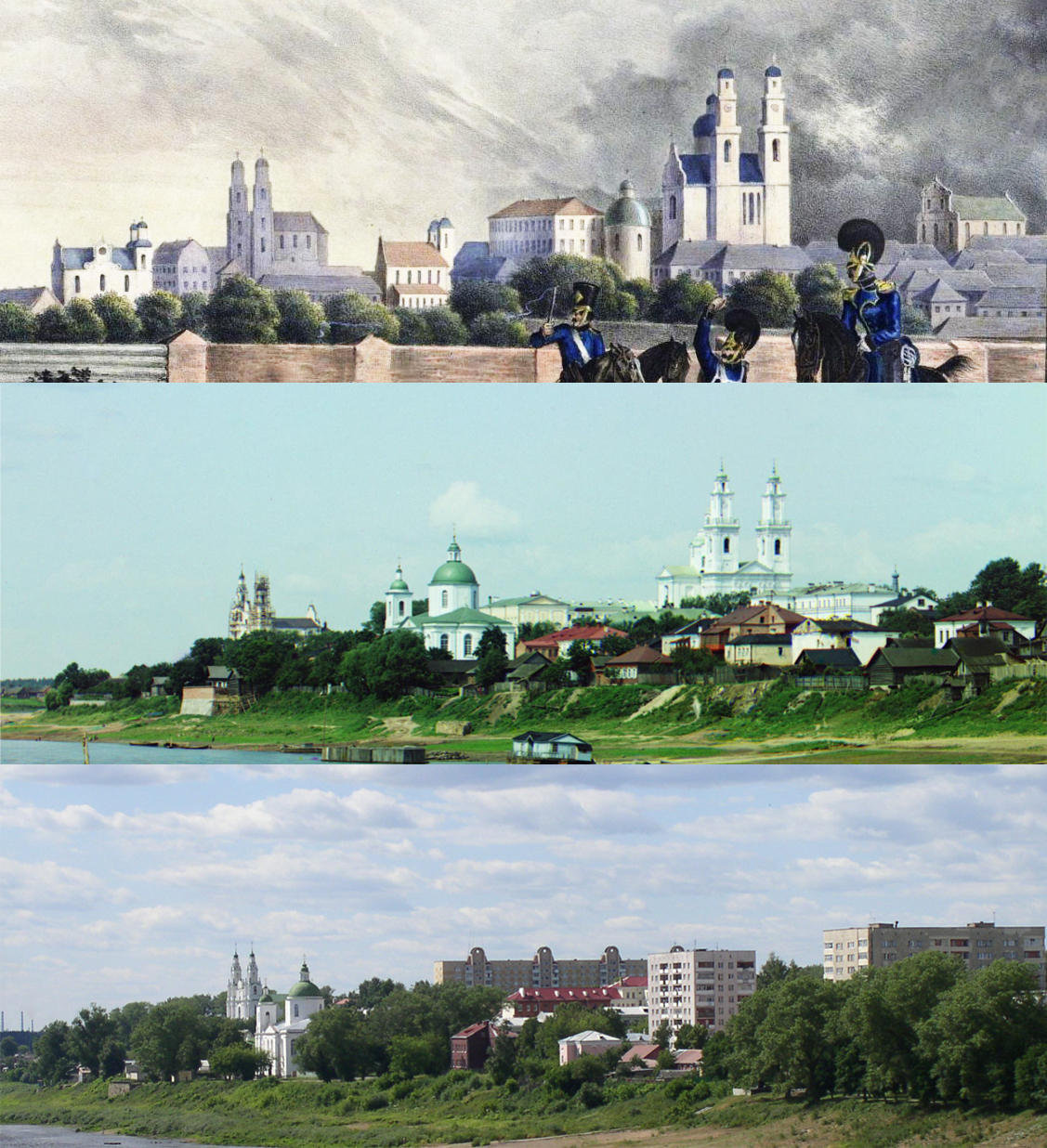
Polozk, die älteste Stadt des Staates, in den Jahren 1812, 1912 und 2006. Die Folgen der Zerstörung der Baudenkmäler der Stadt

Die Russifizierung des Landes begann Ende des 18. Jahrhunderts und dauert bis heute unter dem Regime des prorussischen Präsidenten Aljaksandr Lukaschenka fortgesetzt. Insgesamt ist Belarus das Land, das von dieser Politik am stärksten betroffen ist.

### Chronologie
- 1772. Nach der Ersten Teilung Polens wurde ein Teil der belarussischen ethnischen Gebiete Teil des Russischen Reiches, woraufhin Katharinas II. ein Dekret unterzeichnete, dass alle Gouverneure der annektierten Gebiete Urteile, Dekrete und Befehle nur auf Russisch erlassen sollten. Auch die Konsolidierung der lokalen Bevölkerung begann: Etwa eine halbe Million zuvor freie Weißrussen gingen in den Besitz russischer Adliger über.[23][24][25]
- 1773. Katharina II. unterzeichnet einen weiteren Erlass „Über die Errichtung örtlicher Gerichte“, der wiederum die obligatorische Verwendung der russischen Sprache vorsieht.
- Im Jahr 1787 erließ Katharina II. ein Dekret, wonach religiöse Bücher im Russischen Reich nur in Verlagen gedruckt werden durften, die ausschließlich der Synode der Russisch-Orthodoxen Kirche unterstellt waren. Daher wurde die Tätigkeit griechisch-katholischer Druckereien verboten.[26]
- 1794. Alexander Suworow schlug den Kościuszko-Aufstand nieder und erhielt als Belohnung 25.000 belarussische Leibeigene.[27]
- 1795. Russland bestreitet offiziell die Existenz der belarussischen Nation und der unabhängigen belarussischen Sprache. Es kam zu Massenverhaftungen lokaler belarussischer Politiker und deren Ersetzung durch russische.[28]
- 1825. Nach der Machtübernahme Kaiser Nikolaus I wurde der Novemberaufstand von 1830–1831 niedergeschlagen.[29]
- 1831. Bildung eines Sonderausschusses, dessen Aufgabe darin bestand, „die gesamte nordwestliche Region mit den inneren Provinzen Russlands gleichzusetzen“. Der Innenminister des Russischen Reiches, Pjotr Walujew verfasste für die genannte Kommission einen „Sonderaufsatz über Mittel zur Russifizierung des Nordwestterritoriums“. Es kam auch zu einer Massenauflösung griechisch-katholischer und Basilianischer Schulen, die die belarussische Sprache und Kultur begünstigten. Die Kontrolle über die Bildung seitens der Russisch-Orthodoxen Kirche wurde gestärkt.[30][31][32]
- 1840. Im Jahr 1840 erließ Nikolaus I. ein Dekret, wonach es verboten war, die Wörter „Belarus“, „Weißrussen“ in offiziellen Dokumenten zu verwenden. In der offiziellen Dokumentation erhielt das Land den Namen „Nordwestterritorium“ (russisch. „Северо-Западный край“).[33]
- 1852. Mit der Auflösung der griechisch-katholischen Kirche begann die Massenvernichtung der belarussischen religiösen Literatur. Ja, Yosyp Semaschko war Zeuge der Verbrennung von 1.295 in belarussischen Kirchen gefundenen Büchern, zwei Jahre später verkündete er stolz, dass weitere 2.000 Bände belarussischer Literatur auf seinen Befehl hin vernichtet worden seien.[34]
- 1864. Michail Murawjow-Wilenski, bekannt für seine Misshandlungen gegen die belarussische Bevölkerung, wird Generalgouverneur der „Nordwestregion“. Nachdem er den Januaraufstand niedergeschlagen hatte, widmete er der Bildung besondere Aufmerksamkeit, Murawjows Motto wurde bekannt: „Was das russische Bajonett nicht vollendet hat, werden die russische Schule und Kirche zu Ende bringen“.[35][32][36]
- 1900. Im Jahr 1900 stellte das Bildungsministerium des Russischen Reiches allen Schulen des Landes die folgende Aufgabe: „Kinder verschiedener Nationalitäten erhalten eine rein russische Orientierung und bereiten sich auf die völlige Verschmelzung mit der russischen Nation vor.“[37]
- 1914. Das belarussische Volk wurde in den Resolutionen des Ersten Allrussischen Kongresses für nationale Bildung nicht erwähnt, in denen eine große Anzahl von Völkern des Russischen Reiches aufgeführt wurde, deren Kindern Bildung in ihrer Muttersprache angeboten wurde. Im Allgemeinen erlaubten die Behörden des Russischen Reiches während der gesamten Zeit seiner Herrschaft in Belarus nicht die Eröffnung einer einzigen belarussischen Schule.[38]
- 1921. Nach der Oktoberrevolution wird kurzzeitig eine – beschränkte – „Weißrussifizierung“ (auch als „Weißrusslandisierung“ bezeichnet) möglich: die öffentliche Erinnerung an die Eigenständigkeit der belarussischen Kultur.[39]
- 1929. Das Ende der „Weißrusslandisierung“,[40] der Beginn massenhafter politischer Repressionen.[41][42]
- 1930. In der UdSSR beginnt unter dem Vorwand des „Kampfes gegen die Religion“ die Massenvernichtung einzigartiger Baudenkmäler. Auf Befehl der sowjetischen Behörden wurden die alten Klöster Witebsk, Orscha und Polozk zerstört.[43][44][45]
- 1937. Auf Befehl der Sowjetregierung wurden die meisten Vertreter der damaligen belarussischen Intelligenz erschossen.[46]
- 1942. Janka Kupala, ein Klassiker der belarussischen Literatur, wurde in Moskau von sowjetischen Sonderdiensten getötet.
- 1948. Eine Aktivistin der nationalen Befreiungsbewegung, Alesia Furs, wurde zu 25 Jahren Gefängnis verurteilt, weil sie das nationale Emblem Weißrusslands „Pagonia“ trug.[47]
- 1960. Nach dem Zweiten Weltkrieg geht die Zerstörung von Baudenkmälern unter dem Deckmantel allgemeiner Pläne zur Wiederherstellung und zum Wiederaufbau von Städten weiter. Die größten Verluste an architektonischem Erbe erlitten die Belarussen in den 1960er und 1970er Jahren. [42][48]
- 1995 Nach der Machtübernahme von Aljaksandr Lukaschenka wurden die Staatssymbole von Belarus – die weiß-rot-weiße Flagge und das historische Wappen Pahonia – durch modifizierte sowjetische Symbole ersetzt und auch die Nationalhymne. Darüber hinaus erhielt die russische Sprache den Status der zweiten Staatssprache (die russische Sprache wird in allen Bildungseinrichtungen und Massenmedien verwendet), laut UNESCO ist die belarussische Sprache vom Verschwinden bedroht.[49]